# Дунин-Вонсович, Станислав
Станислав Дуни-Вонсович (пол. Stanisław Dunin Wąsowicz; 1785, Овруч, Корона Королевства Польского — 1864, Париж) — польский генерал.

## Биография
Родился в 1785 году на Волыни. Происходил из польского католического шляхетского рода герба Лебедь. Военную службу начал в 1809 году в армии Великого герцогства Варшавского, созданного незадолго до этого Наполеоном. В 1809 году участвовал в Войне пятой коалиции, в ходе которой поляки Понятовского открыли против Австрии второй фронт в помощь Наполеону. Дунин-Вонсович числился в различных полках лёгкой кавалерии, но фактически, произведённый в лейтенанты, исполнял обязанности адъютанта генерала Викентия Красинского. 
Во время похода Наполеона в Россию был прикомандирован к штабу Наполеона в качестве переводчика. Неотлучно сопровождал Наполеона на протяжении большей части войны. В том же году был повышен до капитана. В ходе Заграничных походов русской армии, также известных, как Война шестой коалиции, служил офицером в легкой кавалерии французской Молодой гвардии, принимал участие в целом ряде сражений, в 1814 году был произведён в полковники.
В 1815 году, когда по итогам Венского конгресса было создано Царство Польское, а царь Александр I объявил амнистию польским генералам и офицерам Наполеона (которую позже неукоснительно соблюдал), Дунин-Вонсович перешёл на службу тем же чином в армию Царства Польского, на тот момент являвшуюся частично автономной от собственно Русской армии. Через некоторое время вышел в отставку, проживал у себя в поместье.
Когда в 1830 году началось Польское восстание, Дунин-Вонсович принял в нём активное участие. Сперва он стал начальником полевого штаба главнокомандующего армией повстанцев генерала Юзефа Хлопицкого, затем, в апреле 1831 года получил под своё командование кавалерийскую бригаду и месяц спустя был произведён в бригадные генералы. После поражения восставших сперва проживал в своём имении, а затем выехал во Францию, где скончался в 1864 году. 
Генерал был женат на графине Анне Тышкевич, в первом браке графине Потоцкой (1779—1861), представительнице верхушки польской аристократии. В браке у супругов родилась дочь Матильда. В Париже, куда перебралась вместе с мужем, являлась хозяйкой великосветского салона. Оставила мемуары на французском языке (в 1915 году были изданы в переводе на русский). 